# سان بيدور دي توريلو
بلدية سانت بيري دي توريلو (بالكاتالانية: Sant Pere de Torelló) هي إحدى بلديات مقاطعة برشلونة, والتي تقع في منطقة كاتالونيا، شرق إسبانيا.
يبلغ عدد سكانها 2.423 نسمة وفقاً لإحصائية سنة (2011).

## السكان
| 1900  | 1930  | 1950  | 1970  | 1981  | 1986  | 2006  |
| ----- | ----- | ----- | ----- | ----- | ----- | ----- |
| 1.470 | 1.938 | 1.927 | 2.043 | 2.006 | 2.089 | 2.264 |